# Comté de Pickaway
Le comté de Pickaway est un des 88 comtés de l’État de l’Ohio, aux États-Unis.
Son siège est fixé à Circleville.